# Reform (tidning)
Reform var från den 28 september 1881 till 28 juli 1887 officiellt organ för de svenska hickmaniterna, under den tid då IOGT var splittrat i två konkurrerande världsloger. Tidningen hade titeltillägg Sveriges Storloges officiella organ från 30 juni 1883. Efter återförenandet av de båda svenska godtemplarlogerna fick man istället en gemensam tidning med det snarlika namnet Reformatorn. Tidningen antogs till Sveriges Storloges av I. O. G. T. officiella organ i juni 1883 samt gavs ut, enligt uppgift i titeln, av Storlogens verkställande råd. 

## Redaktörer
Utgivningsbevis för tidningen utfärdades för litteratören Carl Hurtig den 12 september 1881 i Göteborg, flyttades till Uppsala den 26 september 1885 och till slut till Örebro den 17 december 1886. Hurtig var även redaktör med undantag av 5 maj till 23 juni 1883, då den redigerades av Josef Lindqvist, och 1887, då Frithiof Eugène Ståhlgren, som innehade utgivningsbeviset från 20 januari 1887, var dess redaktör. Albert Gustaf Ljunggren (Adalbert) var 1885-1887 korrespondent till denna tidning. 1882 hade tidningen en bilaga med romaner.

## Tryckning
Tidningen trycktes hos Albert Olson från 28 september 1881 till 11 mars 1882, sedan av Göteborgs Handelstidnings Aktiebolags tryckrri från 24 mars 1882 till 26 maj 1883. Sedan trycktes den i Stockholm hos N. Joh. Björkman den 2 juni till 26 oktober 1883 och därefter i Svanbäcks boktryckeri den 27 oktober 1883 till 24 september 1885.Truckningen flyttade till Uppsala hos Almqvist & Wicksell 1 oktober 1885 till 30 december 1886  och slutligen i Örebro hod G. Blomqvist från 6 januari 1887 till 28 juli.28/7. Tidningen använde antikva som typsnitt hela tiden. Titelvinjett och devisen Vårt fält: Verlden. Våra principer: Afhållsamhet och förbud. Vår mission: Att beskydda och återupprätta på första sidan.
Tidningen kom ut en dag i veckan lördag till 3 november 1883 därefter torsdagar. Tidningen hade 4 sidor i folio med 6 spalter på formatet 50-52 x 37,5-37cm, sedan 7 spalter på  större formatet 55,5 x 43,3 cm. Priset 2,50 kronor till 3 kr.